# 今泉村 (新潟県)
今泉村（いまいずみむら）は、かつて新潟県中魚沼郡にあった村。

## 沿革
- 1889年（明治22年）4月1日 - 町村制施行に伴い中魚沼郡大黒沢村、小黒沢村、伊達村、新宮村が合併し、今泉村が発足。
- 1901年（明治34年）11月1日 - 中魚沼郡馬場村と合併し、水沢村となり消滅。